# ساركومة وعائية
ساركومة وعائية أو غرن وعائي (بالإنجليزية: Angiosarcoma)‏ هو سرطان في الخلايا التي تبطن جدران الأوعية الدموية أو الأوعية الليمفية. بطانة جدران الأوعية تسمى الطلائية المبطنة. من ناحية أخرى، يجب عدم الخلط بينها وبين الأورام الوعائية الكرزية.